# Cassaigne (Gers)
Cassaigne – miejscowość i gmina we Francji, w regionie Oksytania, w departamencie Gers.
Według danych na rok 1990 gminę zamieszkiwało 201 osób, a gęstość zaludnienia wynosiła 23 osób/km² (wśród 3020 gmin regionu Midi-Pireneje Cassaigne plasuje się na 862. miejscu pod względem liczby ludności, natomiast pod względem powierzchni na miejscu 1187.).